# Marissa Ribisi
Marissa Ribisi, all'anagrafe Santina Marissa Ribisi (Los Angeles, 17 dicembre 1974), è un'attrice statunitense.

## Biografia
Recita a partire da fine anni Ottanta in diverse serie televisive e film statunitensi. Nel 1998 recitò come protagonista nel film Some girls da lei stessa scritto. Nel 1999 è fra i personaggi principali della serie TV Grown Ups. Nel 2001 ha scritto il film According to Spencer, nel quale prese parte anche come attrice.
È sorella gemella dell'attore Giovanni Ribisi. Nell’aprile del 2004 ha sposato il cantante Beck da cui ha avuto due figli, Cosimo Henri nato poco dopo il matrimonio e Tuesday nata nel 2007. Il 15 febbraio 2019, dopo quasi 15 anni di matrimonio, i due completano il divorzio. Al pari del fratello e dell’ex marito fa parte della chiesa di Scientology.

## Filmografia parziale

### Televisione
- I miei due papà (1988) (1 episodio)
- Baywatch (1990) (1 episodio)
- Tales of the City (1993) - Miniserie
- Grace Under Fire
- Grown Ups (1999)
- Friends
- Felicity
- Watching Ellie (2002) - Serie TV

### Cinema
- La vita è un sogno (1993)
- The Brady Bunch Movie (1995)
- Cambio vita (1997)
- Hollywood Confidential (1997)
- Ragazzi e ragazze (1998)
- Pleasantville (1998)
- Fino a prova contraria (1999)
- 100 ragazze (2000)
- Don's Plum (2001)
- According to Spencer (2001)

## Doppiatrici italiane
- Adele Pellegatta in La vita è un sogno
- Laura Lenghi in 100 ragazze